# Zieglertal
Zieglertal, auch Zieglerthal geschrieben, ist ein Ortsteil der Gemeinde Cunewalde in Sachsen.

## Geographie
Die kleine Ansiedlung liegt am nordwestlichen Fuße des 499,5 m hohen Bieleboh über dem Cunewalder Tal.

## Geschichte
„Zieglerthal“ entstand 1781 auf den Fluren des Rittergutes Niedercunewalde, als der Gutsherr Friedrich Wilhelm von Ziegler und Klipphausen südlich von Niedercunewalde eine neue Außensiedlung anlegen ließ.
Zieglertal war nie eigenständig, sondern bildete immer einen Gemeindeteil. Bis 1876 gehörte die Ansiedlung zur Gemeinde Niedercunewalde, seither ist sie Ortsteil von Cunewalde.
Zieglertal war bis 2018 staatlich anerkannter Erholungsort.